# Basílica de la Virgen de los Desamparados (Valencia)

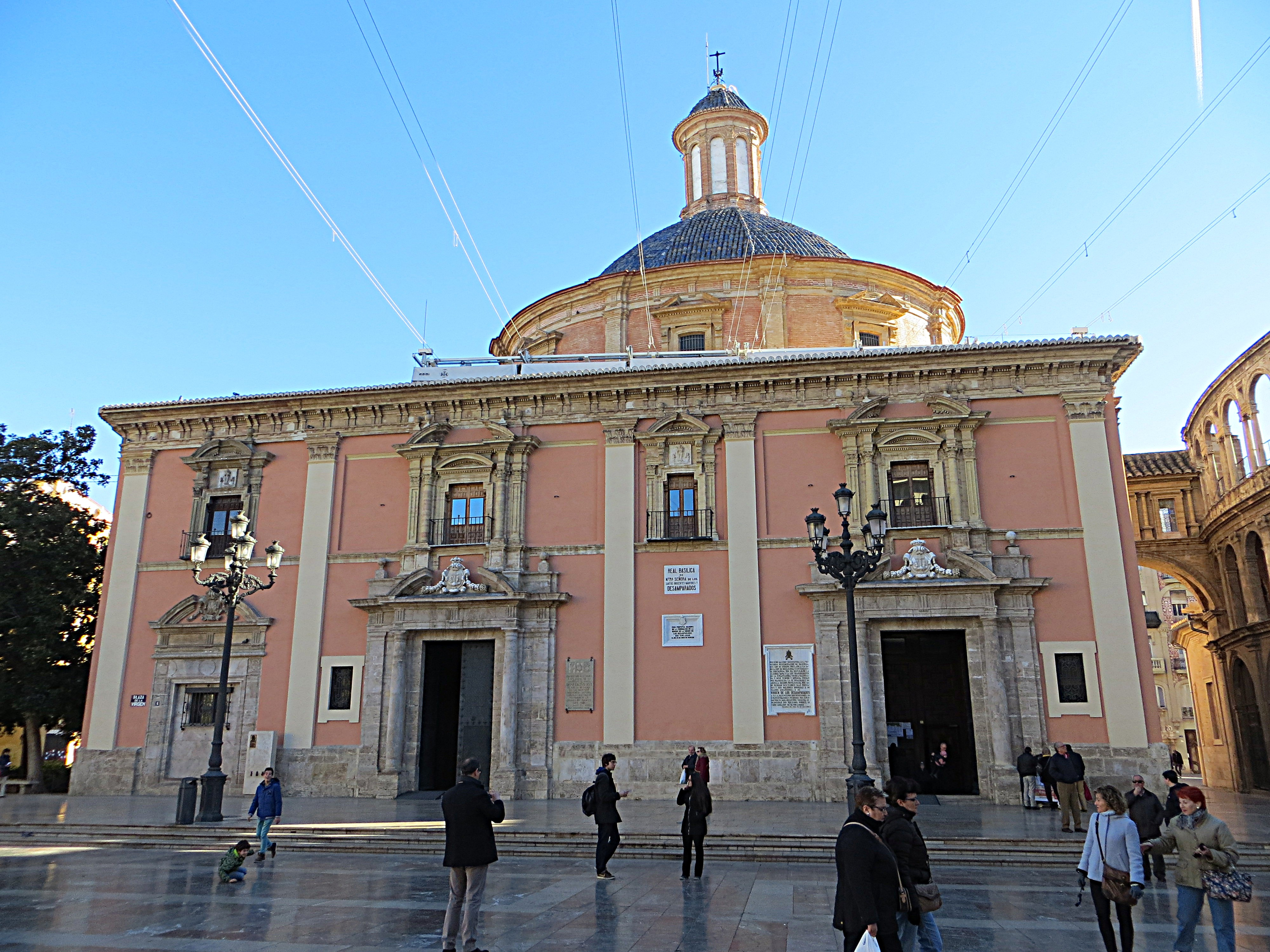
Westansicht der Basilika

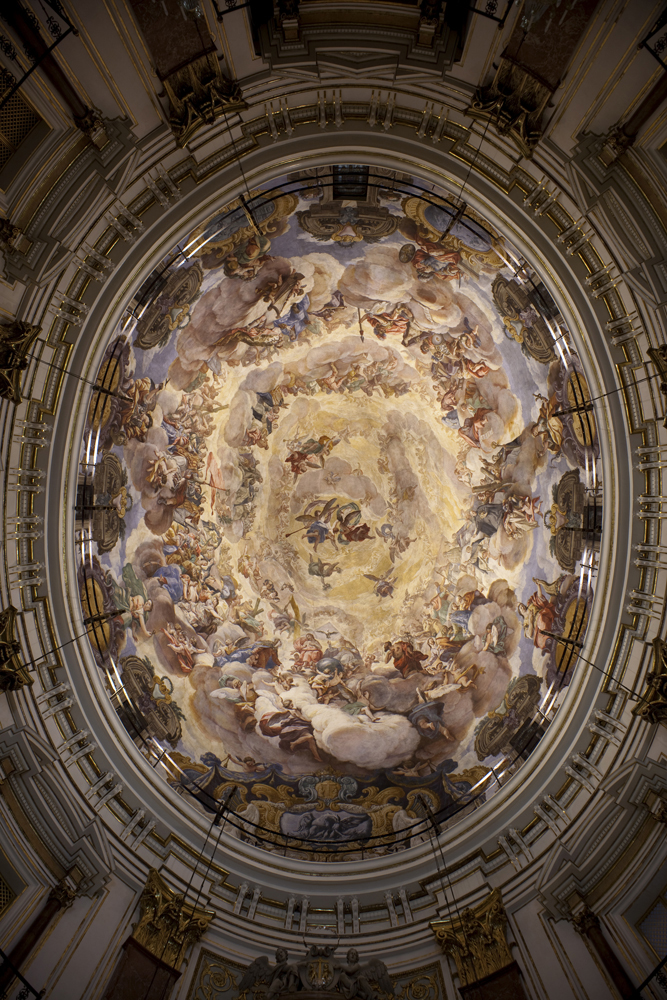
Blick in die Kuppel

Die Basílica de la Virgen de los Desamparados, valencianisch Basílica de la Mare de Déu dels Desemparats (Basilika der Heiligen Jungfrau der Hilflosen) ist ein Kirchengebäude in der spanischen Mittelmeerstadt Valencia. Im Innern wird das namensgebende Gnadenbild der Heiligen Jungfrau der Hilflosen, der Schutzpatronin Valencias, aufbewahrt.

## Lage
Die Basilika steht im historischen Zentrum nur wenige Meter nördlich der Kathedrale von Valencia, mit der sie über eine kleine Brücke verbunden ist. Westlich ist sie von der repräsentativen Plaza de la Virgen und östlich von der Plaza Décimo Junio Bruto umgeben.

## Geschichte
Zuerst stand hier die Kirche einer Bruderschaft, die sich um Findelkinder und psychisch Kranke kümmerte. Aus dem Jahr 1460 stammt die Holzfigur der Jungfrau am Hauptaltar. Der Kirchplatz wird während der Fallas zum Blumenmeer. Das Bauwerk wurde zwischen 1642 und 1667 von Diego Martínez Ponce de Urrana errichtet, während der Kapellenschrein für das Marienbildnis erst zwischen 1683 und 1694 angefertigt wurde. Das imposante Deckengemälde in der Innenkuppel schuf Antonio Palomino 1701. Weitere neoklassizistische, romantische und historisierende Umgestaltungen veränderten bis zum 20. Jahrhundert zunehmend die ursprüngliche Gestalt im Stil der Renaissance.
Die Kirche wurde 1948 zur Basilica minor erklärt.
Während des Spanischen Bürgerkrieges wurde die Basilika Opfer eines Brandes.

## Architektur
Die Basilika hat einen viereckigen Grundriss und wird von einer mit blauen Ziegeln gedeckten ovalen Kuppel überwölbt. Der Gottesdienstraum hat entsprechend der Kuppel einen ovalen Grundriss. An den zentralen Innenraum schließt sich nördlich direkt der barocke Kapellenschrein mit dem Marienbildnis an, auf den die Gestaltung des Innenraums ausgerichtet ist.

## Galerie

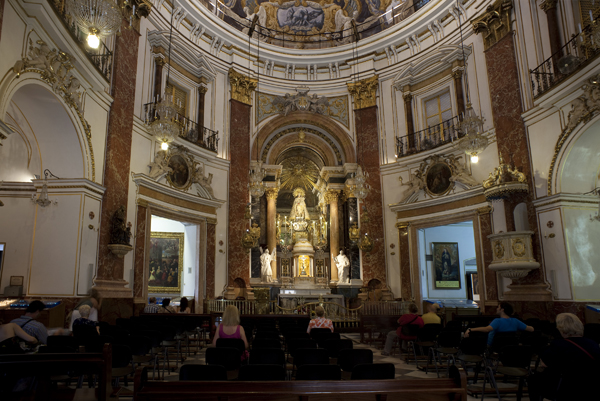
Blick in den Innenraum
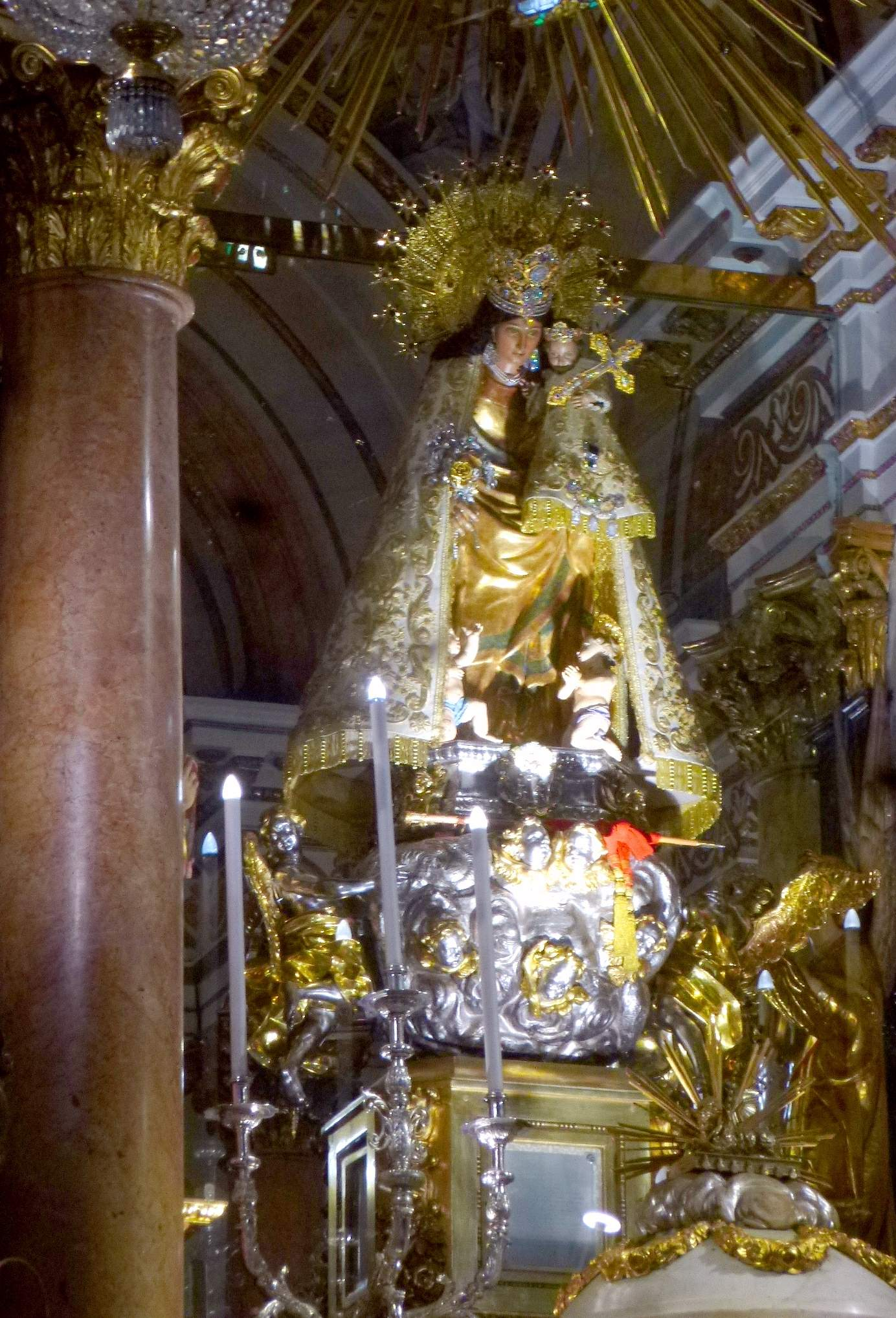
Gnadenbild der Heiligen Jungfrau der Hilflosen
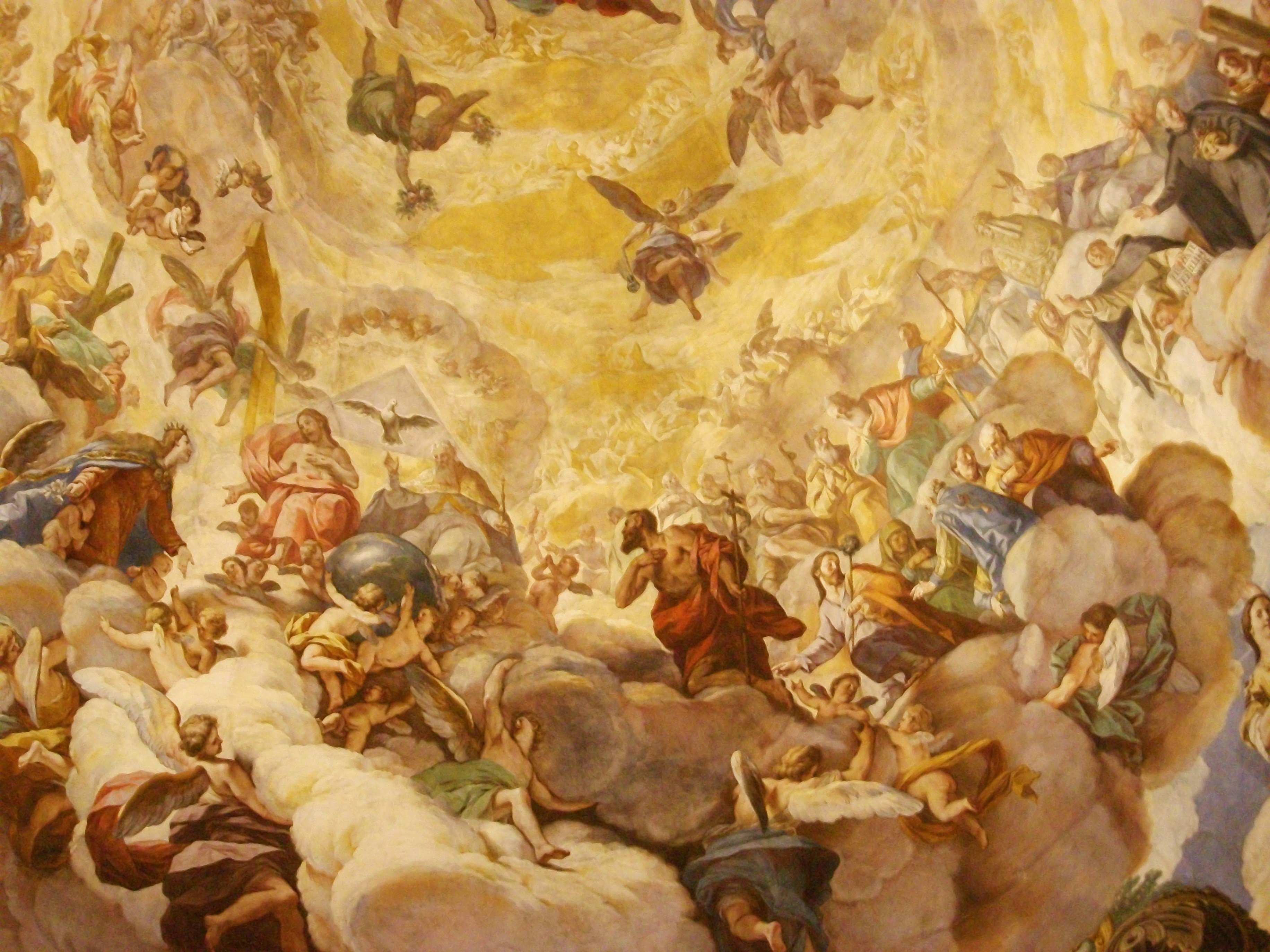
Detail des Deckengemäldes
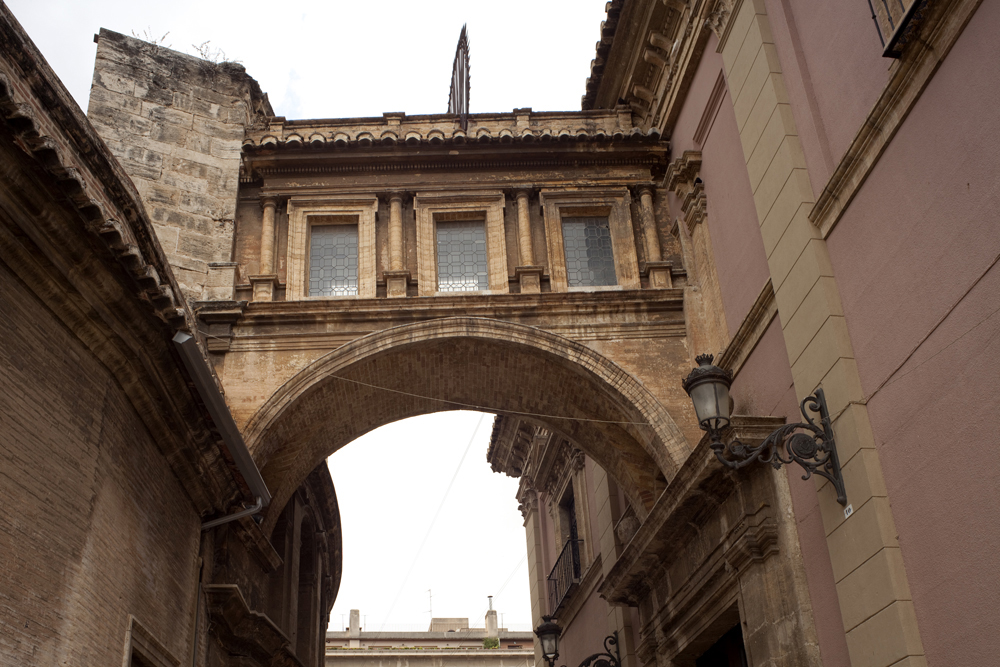
Brücke zur Kathedrale von Valencia